# Mooringsport
Mooringsport és una població dels Estats Units a l'estat de Louisiana. Segons el cens del 2000 tenia 833 habitants.

## Demografia
Segons el cens del 2000, Mooringsport tenia 833 habitants, 334 habitatges, i 228 famílies. La densitat de població era de 277,3 habitants/km².
Dels 334 habitatges en un 34,1% hi vivien nens de menys de 18 anys, en un 47,6% hi vivien parelles casades, en un 18,6% dones solteres, i en un 31,7% no eren unitats familiars. En el 27,5% dels habitatges hi vivien persones soles el 12,3% de les quals corresponia a persones de 65 anys o més que vivien soles. El nombre mitjà de persones vivint en cada habitatge era de 2,49 i el nombre mitjà de persones que vivien en cada família era de 3,02.
Per edats la població es repartia de la següent manera: un 28,3% tenia menys de 18 anys, un 9,6% entre 18 i 24, un 27,4% entre 25 i 44, un 19,3% de 45 a 60 i un 15,4% 65 anys o més.
L'edat mediana era de 35 anys. Per cada 100 dones de 18 o més anys hi havia 86,6 homes.
La renda mediana per habitatge era de 32.177 $ i la renda mediana per família de 40.625 $. Els homes tenien una renda mediana de 29.167 $ mentre que les dones 21.875 $. La renda per capita de la població era de 14.589 $. Entorn del 9,8% de les famílies i el 10,7% de la població estaven per davall del llindar de pobresa.

## Poblacions més properes
El següent diagrama mostra les poblacions més properes.